# Rubież (sielsowiet Słobódka)
Rubież (biał. Рубеж; ros. Рубеж) – wieś na Białorusi, w obwodzie witebskim, w rejonie brasławskim, w sielsowiecie Słobódka.

## Historia
W latach 1921–1945 ówczesny zaścianek leżał w Polsce, w województwie nowogródzkim (od 1926 w województwie wileńskim), w powiecie brasławskim, w gminie Brasław. 
Według Powszechnego Spisu Ludności z 1921 roku zamieszkiwało zaścianek 34 osoby, 12 było wyznania rzymskokatolickiego a 22 prawosławnego. Jednocześnie 2 mieszkańców zadeklarowało polską przynależność narodową a 32 białoruska. Były tu 4 budynki mieszkalne. W 1931 w 5 domach zamieszkiwało 45 osób. 
Miejscowość należała do parafii rzymskokatolickiej w Brasławiu. Podlegała pod Sąd Grodzki w Brasławiu i Okręgowy w Wilnie; właściwy urząd pocztowy mieścił się w Brasławiu.